# Macgregoria pulchra
Macgregoria pulchra là một loài chim trong họ Meliphagidae.